# Sjarhej Wojtschanka
Sjarhej Waljanzinawitsch Wojtschanka (belarussisch Сяргей Валянцінавіч Войчанка, russisch Сергей Валентинович Войченко Sergei Walentinowitsch Woitschenko; * 15. November 1955 in Mariupol; † 9. Dezember 2004 in Minsk) war ein berühmter belarussischer Künstler und Designer. Er arbeitete mit Wladimir Zesler zusammen.

## Zitat
„Weit über Belarus hinaus haben die beiden Künstler Sergei Woitschenko und Wladimir Zesler einen guten Namen in der Kunstwelt. Bereits seit Mitte der 70er Jahre kennen sich die beiden unkonventionellen Absolventen der Abteilung für Design der Kunstakademie in Minsk und befördern und inspirieren sich gegenseitig. Sie sind Universalisten, lassen sich in keine Schublade pressen und keinem Genre so richtig zuordnen. Stets sind die Übergänge fließend, nutzen sie in der Plakatkunst entwickelte Verfahren für ihre Werbeaufträge und lassen sie handwerkliche Meisterschaft in Installationen und Objekte fließen.“